# لیندزی فونسکا
لیندزی فونسکا (به انگلیسی: Lyndsy Marie Fonseca) (زاده ۷ ژانویهٔ ۱۹۸۷) بازیگر مشهور آمریکایی است.
او کار خود را با حضور در نقش کالین کارلتون در سریال تلویزیونی جوان و بی‌قرار CBS آغاز کرد که در آن بین سال‌های ۲۰۰۱ تا ۲۰۰۵ بازی کرد. پس از آن، او یک سری نقش‌های تکراری دیگر از جمله پنی موزبی در سریال کمدی آشنایی با مادر داشت.

## فیلم‌شناسی
- پروژه پنج (۲۰۱۱) در نقش چیان
- نیکیتا (۲۰۱۰) در نقش آلکس
- آشنایی با مادر (۲۰۰۵) در نقش دختر تد موزبی
- کدبانوهای وامانده (۲۰۰۸–۲۰۰۷) در نقش دیلان
- به یاد داشته باشید (۲۰۰۷)
- جکوزی ماشین زمان (۲۰۰۹)
- کیک اس (۲۰۱۰)
- نگهبان (۲۰۱۰)
- کیک-اس ۲ (۲۰۱۳)
- انحنا (۲۰۱۷)